# George Flint
George Howard Flint (* 26. Februar 1939 in Erie, Pennsylvania) ist ein ehemaliger US-amerikanischer Canadian-Football- und American-Football-Spieler. Er spielte als Guard in der Canadian Football League (CFL) bei den BC Lions und in der American Football League (AFL) bei den Buffalo Bills. 

## Spielerlaufbahn

### Collegekarriere
George Flint wurde in Pennsylvania geboren. Nach dem Zweiten Weltkrieg zog er mit seinen Eltern nach Arizona, wo er zunächst in Florence und danach in Phoenix die High School besuchte. Nach seinem Schulabschluss besuchte er zunächst ein Junior College, bevor er sich der Arizona State University anschloss. Seine Studienzeit dort war zunächst von kurzer Dauer. Enttäuscht davon, dass er als Footballspieler keine Einsatzzeit bei den Arizona State Sun Devils erhielt, verließ er das College wieder, um sich dem United States Marine Corps anzuschließen. Nach seiner Entlassung aus dem Militär fragte er an seinem alten College nach, ob er an einem Probetraining teilnehmen könne. Flint überzeugte und erhielt schließlich im Jahr 1959 ein Footballstipendium. Flint lief für die Sun Devils als Defensive Tackle und Offensive Tackle auf. Er gewann in den Jahren 1959 und 1961 mit seinem Team die Meisterschaft in der Border Intercollegiate Athletic Association. Aufgrund seiner sportlichen Leistungen wurde er von seinem College dreimal ausgezeichnet und dreimal in die Ligaauswahl gewählt. Flint wog zu seiner Studienzeit 90 kg, was für einen Tackle außergewöhnlich leicht war. Zwar zeigten mehrere NFL-Scouts an ihm Interesse, sahen dann aber davon ab, an ihn heranzutreten. Erst nach einem College-Auswahlspiel zeigten die Buffalo Bills Interesse und boten ihm einen Profivertrag an.

### Profikarriere
George Flint schloss sich im Jahr 1962 den Buffalo Bills an, die ihm bei Vertragsunterschrift ein Handgeld von 200 US-Dollar zahlten, sowie ihm ein jährliches Salär von 9.000 US-Dollar zusicherten. Flint schloss den Vertrag ab und schlug damit ein Angebot der Toronto Argonauts aus der CFL, die ihm 10.000 US-Dollar bezahlen wollten, aus. Flint wurde vom Trainer der Bills, Lou Saban, als Guard eingesetzt und hatte damit unter anderem den Schutz von Quarterback Jack Kemp zu gewährleisten. Im Jahr 1964 gelang es den Bills, in der regular Season zwölf von 14 Spielen zu gewinnen und in das AFL-Meisterschaftsspiel gegen die von Sid Gillman betreuten San Diego Chargers einzuziehen. Die Bills konnten sich mit 20:7 durchsetzen. 1965 konnten die Bills ihren Erfolg wiederholen. Sie schlugen im AFL-Endspiel die Chargers mit 23:0. Die Saison 1965 war für Flint auch persönlich ein erfolgreiches Jahr. Er wurde nach der Spielrunde in den Pro Bowl gewählt. Diese Leistung wurde von den Bills allerdings nicht honoriert. Im Tausch gegen Bo Roberson gab die Mannschaft aus Buffalo George Flint an die Oakland Raiders ab. Aufgrund einer Verletzung kam er jedoch nie für die Kalifornier zum Einsatz. Flint wechselte nach der Saison in die CFL und lief ein Jahr lang für die BC Lions auf. 1968 kehrte Flint nochmals zu den Bills zurück und beendete nach dieser Saison seine Laufbahn.

## Außerhalb des Spielfelds
George Flint ist verheiratet. Er besitzt seit 1963 in Phoenix seine eigene Firma und beschäftigt sich mit dem Vertrieb von Sprinkleranlagen.

## Quelle
- Jeffrey Miller, Billy Shaw, Rockin' the Rockpile: The Buffalo Bills of the American Football League, ECW Press, 2007, ISBN 9781550227970